# Paul Koeck
Paul Koeck (Boom, 20 augustus 1940 – Aalst, 15 augustus 2024) was een Belgisch schrijver.

## Levensloop
Na zijn studies aan de Rijksnormaalschool te Lier en het Instituut voor Journalistiek te Brussel, werkte Koeck tot 1971 in het Antwerps onderwijs, daarna werd hij fulltime schrijver. Hij volgde cursussen voor het schrijven van film- en televisiescripts in Hilversum, Londen, Brussel en Sydney.
Hij doceerde scriptwriting bij Maatwerk, Brussel. Van 1990 tot 2000 adviseerde hij onder andere de Vlaamse Televisie Maatschappij voor de afdeling Eigen Drama. In mei 2001 werd hij voorzitter van P.E.N.-centrum Vlaanderen.
Romans en verhalen van hem werden vertaald in het Frans, Duits Engels en Litouws, toneelstukken in het Engels, Duits en Catalaans. Films die naar zijn scripts werden gedraaid, werden in in het Engels, Duits en Spaans nagesynchroniseerde versies uitgezonden in ongeveer dertig landen, waaronder de Verenigde Staten, Duitsland, Australië, Spanje en Oostenrijk.
Koeck publiceerde naast boeken en scripts ook verhalen en literaire bijdragen in diverse tijdschriften (Honest Arts Movement, Summier, Kruispunt, Nieuw Vlaams Tijdschrift, Elseviers Literair Supplement, Woord en Muziek, Vlaamse Gids, Nieuw Wereldtijdschrift, Knack, Avenue, Dietsche Warande & Belfort, De Brakke Hond, Gierik, De Standaard Magazine) en in verzamelbundels (Drinken tot we zinken, samenstelling Fernand Auwera; Reizen, trekken, zwerven, samenstelling Hugo Raes; Verhalen na '60, samenstelling Paul de Wispelaere; Elfkroegentocht, samenstelling Jos Vandeloo; De Kortste Verhalen, samenstelling Walter Soethoudt; Prose Flamande, samenstelling Hugo Bousset, vertaling Albert Bontridder; Een uur stilte, samenstelling Hugo Bousset; Letterland, samenstelling Gerd de Ley; Bij Lezen, samenstelling De Bezige Bij; 'k Heb menig uur bij u gesleten en genoten, samenstelling De Bezige Bij).
Hij publiceerde non-fictie in onder meer HUMO, Knack, Avenue, De Morgen, Panorama, Elseviers, Trends, Toestanden, TV-Ekspres, Dag Allemaal.
Van Koeck verscheen in 2002 in de krant De Standaard een vervolgroman 'Voorbijgangers' in 20 afleveringen.
In 2023 kwam er een boek uit over hem, geschreven door collega Guido Devos.
Hij overleed op 83-jarige leeftijd.

### Romans
- Litte, 1964, Heideland, Hasselt
- Chinchilla’s kweken, 1967, Meulenhoff, Amsterdam
- Het plantenoffensief, 1969, De Standaard, Antwerpen
- De emigrant, 1970, De Standaard, Antwerpen
- Het gebrek, 1971, Nijgh & Van Ditmar, Den Haag
- Aan de hand van foto’s, 1971, Saefthinge, Roosendaal
- De binnenlandse vijand, 1972, De Standaard, Antwerpen
- De Routiers, 1973, De Roerdomp, Brecht
- Irish mist, 1974, De Standaard, Antwerpen
- Opgemaakt in zoveel exemplaren als er partijen zijn, 1976, De Standaard, Antwerpen
- De celbezoeker, 1978, Uitgeverij A. Manteau, Brussel
- Berthold 1200, 1979, Manteau, Antwerpen
- De Stoelendans, 1983, Manteau, Antwerpen
- De gigolo, 1985, Manteau, Antwerpen
- Waterproef, 1992, De Bezige Bij, Amsterdam
- De merkwaardige verrijzenis van angel Arcadio Picasso, 1994, De Bezige Bij, Amsterdam
- De koude persing, 1996, De Bezige Bij, Amsterdam
- De bloedproever, 1999, De Bezige Bij, Amsterdam
- Het doorgeefmeisje, 2003, De Bezige Bij, Amsterdam
- Le petit Belge, 2004, De Bezige Bij, Amsterdam
- Voorbijgangers, 2008, De Bezige Bij, Amsterdam
- De jaloersmaker, 2010, De Bezige Bij, Amsterdam

### Verhalen
- In natura, 1971, Soethoudt, Antwerpen
- In vrije val, 1977, Soethoudt, Antwerpen
- Strelingen van de afscheidsengel, 1980, Manteau, Antwerpen
- Na de siësta, 2001, De Bezige Bij, Amsterdam

### Toneel
- De huurlingen, 1973, Nieuw Vlaams Theater, Antwerpen
- Antwoord op een ultimatum, 1975, Reizend Volks Theater Antwerpen
- Koning van Frankrijk, 1975, Experimenteel Werk Theater Antwerpen
- Is Helena Fourment schuldig aan de moord op Rubens?, 1977, Nieuw Vlaams Theater, Antwerpen
- Weiden als wiegende zeeën, 1977, Humor-festival, Knokke
- Ze bezaten alles in gemeenschap, 1978, Trojaans Paard, Antwerpen
- In naam van Oranje, 1978, Nieuw Vlaams Theater, Antwerpen
- Poging tot vestiging van een nieuw wereldrecord, 1979, Experimenteel Werk Theater, Antwerpen
- De paniekzaaier, 1980, Koninklijke Vlaamse Schouwburg, Brussel
- De gouden handdruk, 1981, Sportpaleis, Antwerpen
- Met heel de stad, maar niet met de binnenkerk, 1982, De Warande, Turnhout
- Adieu sans rancune, 1982, Theater Paljas, Antwerpen
- De bewustmaker, 1983, Nieuw Vlaams Theater, Antwerpen
- Moord op Tijl, 1983, Theater Vertikaal, Gent
- Het hangt in de lucht, 1983, Kon. Jeugd Theater, Antwerpen
- De aardemakers, 1986, Mechels Miniatuur Theater, Mechelen
- Het Vincent-effect, 1986, Fakkelteater, Antwerpen
- Vive le geus, 1988, BRT 1, Festival van Vlaanderen, Gent
- De blinde vlek, 1989, Kon. Nederlandse Schouwburg, Antwerpen
- Tarzan, musical, 1990, Kon. Jeugd Theater, Antwerpen
- Onbevlekt ontvangen, 1992, Fakkelteater, Antwerpen
- Phoolan Devi, 1997, Internationale Nieuwe Scène, Antwerpen
- Moeilijk doen, 1997, De Verrukking, Antwerpen
- De erfenis van Jan De Rijcke, 1998, massaspel, Buggenhout

### Scenario's voor televisiefilms
- De routiers, 1973, BRT
- In natura, 1976, BRT
- In perfecte staat, 1977, BRT
- De onweersvogel, 1979, BRT
- Hoe Bernard het trompetspelen verleerde, 1979, BRT
- Een spoor van Carla, 1980, BRT
- Maya, 1982, NOS
- Spiegel aan de wand, 1982, VARA
- De zoete smaak van Goudlikeur, 1988, BRTN
- Ons geluk (naar Gerard Walschap), 26 afleveringen, 1995-1996, VTM
- Veel geluk, professor! naar Aster Berkhof, 5 afleveringen, 2000, VTM

### Scenario's voor lange speelfilms
- Hellegat, 1980, Visie-films
- Zaman, 1983, Visie-films
- Paniekzaaiers, 1986, Cinété
- De alias, 2001

### Hoorspel
- Heeft u Ferre Grignard gekend? 1995, RVU, Nederland

### Non-fictie
- Zwarte gids voor België, 1972, De Standaard, Antwerpen
- De ambtelijke kolos, 1978, EPO, Antwerpen (met Eddie Vaes)
- De CVP-staat, 1979, EPO, Antwerpen
- Grenzeloze Ardennen, 1979, De Standaard, Antwerpen
- Heilige huisjes, 1981, De Standaard, Antwerpen
- Brussel met hart en ziel, 1984, Elseviers, Amsterdam
- De andere kant, 1983, Manteau, Antwerpen
- Economic Leaders for and from Antwerp, 1988, MIM, Antwerpen
- Antwerp and its Leading Companies, 1990, MIM, Antwerpen
- Notaris X, 1990, Kritak, Leuven
- Reyniers, superflik, 1998, Van Halewijck, Leuven

### Vertalingen
- Voet aan de grond (Terre d'asile), Pierre Mertens, roman
- Met het woord tegen de muur (Le tremblement des hommes), Paul Goma, roman
- Leugens (Pack of Lies), Hugh Whitemore, toneel, KNS
- Strelingen (Caricies), Sergi Belbel, toneel, NTG

### Belangrijkste overzichtelijke bijdragen over het werk van Paul Koeck
- Vlaamse Gids, Paul Koeck-nummer, maart-april, 1980
- Beroepsgeheim, Willem M. Roggeman
- Paul Koeck als toneelauteur, K. Schelstraete, RUG, '86-'87
- De romans van Paul Koeck, J. Verstraete, RUG, '85-'86
- De Vlaamse dramaturgie sinds 1945, J. Van Schoor, 1979
- Op zoek naar Paul Koeck, Radiografie van een oeuvre, Guido Devos, uitgeverij Les Iles, 2024

## Prijzen en vermeldingen
- Prijs Jong-Nederlands Literaire Dagen (1961) voor het verhaal sic transit gloria mundi
- Vermelding bij de grote romanprijs voor Noord en Zuid van Heideland voor de roman Litte, 1964
- Prijs Provincie Antwerpen, 1972, voor de roman Het Plantenoffensief
- Louis Paul Boonprijs, 1975, voor de roman Irish Mist
- Dirk Martensprijs, 1980 voor de roman De Celbezoeker
- Prijs beste sociale film, 1981, voor de film Hellegat
- Prijs Stad Brussel, 1980, voor het toneelstuk De Paniekzaaier
- Hustinkx-prijs, 1982, voor het gezamenlijk dramatisch oeuvre
- Prijs Provincie Antwerpen, 1987, voor het toneelstuk De Aardemakers
- Driejaarlijkse Staatsprijs voor Toneelletterkunde, 1988, voor het toneelstuk De Aardemakers
- Nominatie AKO-prijs voor De Bloedproever, 2001
- Prijs Provincie Antwerpen voor De Bloedproever, 2001